# Vodka
A vodka (lengyelül: wódka, oroszul: во́дка, ukránul: горілка, szó szerinti jelentésben „vizecske”; a 19. századi magyar nyelvhasználatban még wutki) széles körben ismert, de főleg Európában elterjedt, ezen belül is inkább a kontinens keleti felében fogyasztott szeszes ital. Általában színtelen égetett szesz, melynek gyártásakor a megerjesztett alapanyagból finomszeszt párolnak le, így nagyrészt víz és etanol elegyéből áll, az égetett szeszekre jellemző más összetevőket pedig csak igen kis mennyiségben tartalmaz. A vodkát jellemzően gabonából vagy burgonyából készítik, de bármely cukor- vagy keményítőtartalmú mezőgazdasági alapanyagból készülhet.
A vodkát az Európai Unióban legalább 37,5 térfogatszázalék alkohollal kell palackozni, a legtöbbször 37,5–40% alkohollal kerül forgalomba. A nemzetközileg is ismert márkákra jellemző a 40% alkohol, de ritkán ennél erősebb palackozások is előfordulnak. Egy részüket ízesítve hozzák forgalomba.

## Története
A vodka történetét gyakran összemossák az orosz és a lengyel szeszfőzés teljes történetével, ám a vodkaként ismert konkrét italfajta csak a 19. század során, a finomítóoszlopok megjelenésével, majd tökéletesedésével született meg.
Európa nagy részéhez hasonlóan Lengyelországban és Oroszországban is a 15. század környékén jelentek meg az első gabonapárlatok, ezeknek azonban nem volt további közük a vodkához, és általában nem is vodkának nevezték őket. A korabeli gabonapárlatok országonként igen kevésben különböztek egymástól, és még akkori mércével is igen rossz ízűek voltak.
A vodka elnevezést Oroszországban és Lengyelországban is a 16-17. század óta használják, ám koronként eltérő, gyakran tág értelemben. Legkorábbi jelentése az aqua vitae-nak felelt meg, és ennek azonos jelentésű orosz megfelelője, a zsivaja voda (живая вода) lehetett a vodka szó eredete is. A régi orosz gabonapárlatokat ehelyett gyakran hlebnoje vino (хлебное вино, tükörfordításban „kenyérbor”, azaz gabonapárlat), illetve polugar (полугар, azaz "félégett", 37,5% alkoholtartalmú szesz) néven ismerték. A 37,5%-os erősség a merülőfokolók elterjedése előtt használt fokolási módszerből ered: a mintát felhevítették és meggyújtották, majd a láng kialvása után megmérték az űrtartalmát: ha ekkor pontosan a minta fele hiányzott, akkor volt a szesz polugar. A polugart később 40 fokra kerekítették, hogy a vásárló az esetleges mérési pontatlanságok és párolgási veszteség után is legalább 37,5%-os alkoholt kapjon.
A 19. század során világszerte terjedőben voltak a szeszfinomító oszlopok, illetve a szesz faszenes tisztítása is, így nehéz megállapítani, hogy valójában mikor és melyik országban készülhetett először mai értelemben vett vodka. A technológia egyik legfontosabb úttörője Aeneas Coffey volt, akinek újfajta gabonaszesz-finomítója már az 1830-as években sikert aratott Angliában. Ez a rendszer akkori mércével nagy tisztaságú olcsó szeszt tudott előállítani a ginfőzők számára, és később továbbfejlesztett változatai is megjelentek. A ma előállított vodkák egy része is Coffey-rendszerű finomítóval készül.
A vodka az 1895-ös orosz állami vodkamonopólium kapcsán lett az a konkrét szeszesital-fajta, amit ma értünk alatta. A monopólium fontos előzménye volt, hogy a késő 19. század orvosi felfogása az össznépi alkoholizmus katasztrofális következményeiért gyakran nem a mértéktelen alkoholfogyasztást, hanem az égetett szeszek egyéb összetevőit tette felelőssé, főleg a kozmaolajokat, vagy ritkábban a növényi összetevőket (mint az abszintizmus elméletében). Oroszországban ezt a felfogást tovább erősítették a szeszkereskedők botrányos hamisítási módszerei is. Sok helyütt általános gyakorlat volt, hogy az eleve rossz minőségű gabonapárlatot adózás után felvizezték, és a 40 fokos szesz erősségét csípős vegyszerek hozzáadásával utánozták. Szintén jellemző volt, hogy a kocsmárosok (az akár még le sem aratott) gabonára, illetve a legkülönfélébb ingóságokra is adtak záloghitelt, így az 1880-as években több, mint kétmillió orosz földművessel történt meg, hogy mindenét elitta.
III. Sándor orosz cár 1885-ben, látva az orosz jövedéki rendszer működésképtelenségét, állami monopólium felállítását kezdeményezte, erre azonban csak kilenc évvel később, Szergej Vitte pénzügyminisztersége alatt került sor. Az ekkor felállított bizottság úgy ítélte meg, hogy – a gazdasági és társadalmi realitásokat, valamint az uralkodó orvosi felfogást figyelembe véve – a nép ideális mindennapi szeszesitala az ellenőrzött tisztaságú finomszesz, a korábban megszokott 40% alkoholtartalomra hígítva. A termények lepárlása továbbra is magánkézben történt, az alszeszt azonban az államnak kellett eladni, az pedig saját, illetve szerződéses szeszfinomítókban gyártott belőle vodkát. A szesz tisztaságát e célra felállított laboratóriumokban ellenőrizték, azok munkáját pedig két központi labor felügyelte, egy Szentpétervárott, egy Moszkvában. A monopóliumot valamennyi antialkoholista tevékenység is jellemezte, de nem volt elsődleges cél a szeszfogyasztás visszaszorítása. A rendszer nem érintette az egyéb szeszesital-fajták, például borpárlatok és likőrök előállítását, illetve a whisky és más import italok kereskedelmét sem. Működése alatt lassan, kísérleti jelleggel vezették be egyre nagyobb területen, de a monopólium még az 1913-as megszűnésekor sem terjedt ki az egész birodalomra.
A 19-20. század fordulóján a vodka (tehát a hígított finomszesz mint önálló ital) világszerte terjedni kezdett, ám Oroszországon és Lengyelországon kívül többnyire nem nevezték vodkának. 1979 előtt például a svéd Absolut sem vodka, hanem Absolut Rent Brännvin („abszolút tiszta szesz”) néven került forgalomba.

## Gyártása

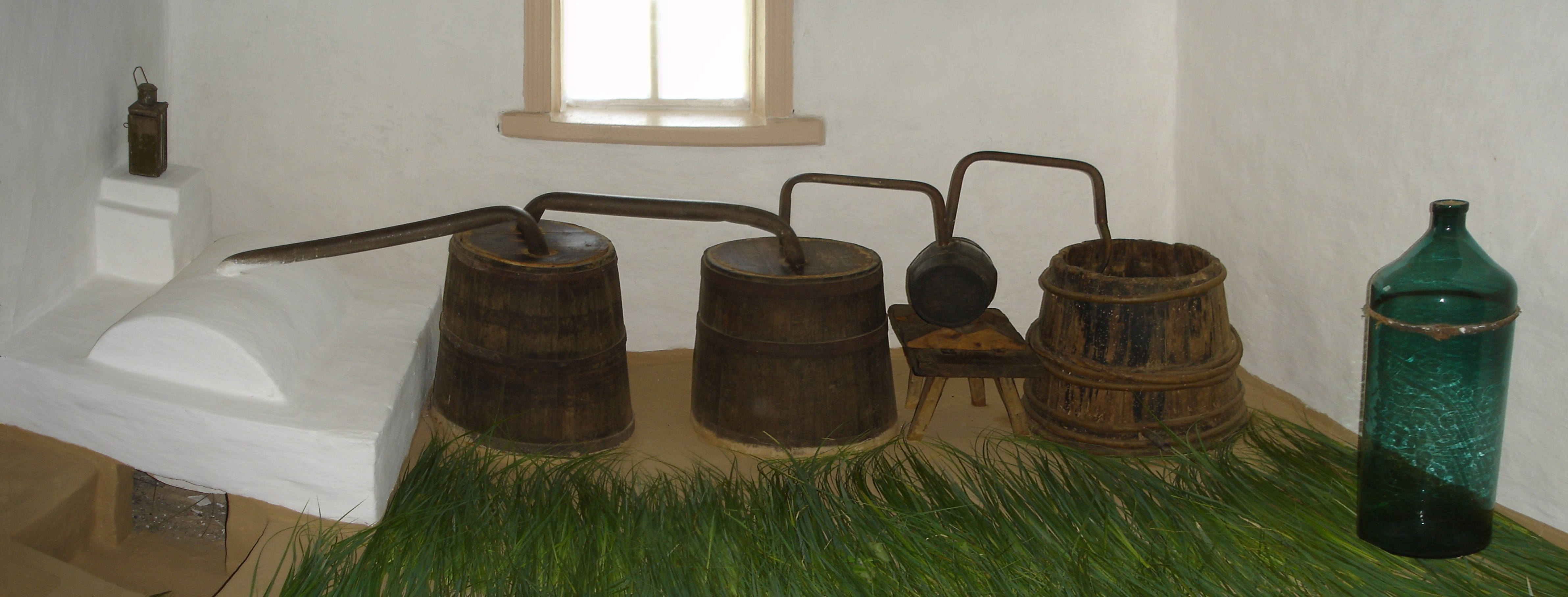
Régi vodkafőző üst Ukrajnában

A vodka bármilyen, keményítőben vagy cukorban gazdag alapanyagból készíthető, de a legtöbb gabonából készül, például cirokból, rozsból, kukoricából vagy búzából. A gabonavodkák közül általában a rozs- és búzavodkát tartják jobbnak. Némely változatokat burgonyából, melaszból, szójababból, szőlőből, rizsből vagy cukorrépából készítenek. Az Európai Unióban megbeszélések folynak a vodkakészítés szigorításáról: a „Vodkaöv” országai ragaszkodnak hozzá, hogy csak a gabonából, burgonyából vagy cukorrépa-melaszból készült, és hagyományos eljárással készült párlatot lehessen vodkának nevezni.

### Lepárlás és szűrés
Az amerikai és európai vodkák közös jellemzője, hogy lepárlás után szűrésen mennek keresztül. Ez olykor már az üstben megtörténik a lepárlási folyamat alatt, majd utána aktívszén-szűrőn és más anyagokon engedik át, melyeken fennmarad az ízanyagok nagy része. A legjelentősebb vodkatermelő országokban ez nem szokás, ehelyett inkább minél precízebb lepárlást, és minimális szűrést alkalmaznak, hogy sajátosabb íze legyen a vodkának.
Az „üstmester” felelős a lepárlásért és a szűrésért. Az elő- és utópárlatot teljes egészében elválasztják, mivel az etil-acetát és etil-laktát, valamint a kozmaolajok is könnyen ronthatják az ízét. Többszörös lepárlást hajtanak végre a vodkán. Egyes párlatok, például a pálinka, rum és a baijiu készítésekor a párlat „fejét” és „farkát” nem választják el teljes egészében, mert azoknak ez adja a sajátos ízét.
A többszörös lepárlás nagyobb alkoholtartalmat eredményez, mint ami a legtöbbek számára tűrhető lenne. A lepárlási módszertől és az üstmestertől függően 95-96% alkoholtartalmú is lehet a kész párlat, így a legtöbb egyéb párlathoz hasonlóan palackozás előtt vízzel hígítják. Ez különbözteti meg a rozsvodkát a rozswhiskytől: a whiskyt általában fogyasztási szeszfokra, vagy nem sokkal fölé párolják, a vodkát azonban majdnem vízmentes állapotból hígítják vissza, ami a víz forrásától függően az ízét is befolyásolja.

### Ízesített vodka
Az Európai Unióban bármely vodka ízesíthető olyan aromaanyagokkal, amelyek a vodkában eredetileg is jelen vannak, egyéb anyagokat is hozzáadva pedig ízesített vodkaként kerülhetnek forgalomba. Az ízesített vodkák gyakran a likőrökhöz hasonlóak, de legalább 37,5% az alkoholtartalmuk, és általában kevésbé vagy egyáltalán nem édesítik őket. Az ízesítésük a legtöbbször gyümölcsös, de előfordulnak paprikás vagy egyéb fűszeres vodkák is.

## Orosz vodka
Az oroszok nemzeti itala a vodka.
A vodka neve – a víz (voda) kicsinyítő képzőjével alkotott szó – vizecskét jelent. A vodka jellemzően árpából készített gabonapárlat. Történelmi források a lepárlással készített vodka megjelenését 1446 és 1478 közé teszik. Elsősorban a háromnyomásos földművelés megjelenését követően megjelent gabonafelesleg tette lehetővé a vodkakészítés elterjedését a monostorokban. Európában ekkor terjed el a lepárlásos alkoholkészítés, ilyen a skót Whisky, amelyről az első írásos dokumentum 1494-ből származik. Az alkohollepárlásról szóló első összefoglaló mű 1512-ben jelenik meg Strasbourgban.
A hidrométer oroszországi bevezetése előtt jellemzően 38,3%-os vodkát gyártottak, Mihail Hrisztoforovics Reutern pénzügyminiszter javaslatára azonban 1866-ban a minimális szeszfokot – adózási okokból – 40%-ban határozták meg. 1894-ben az Orosz birodalom teljes területén állami monopóliumot vezettek be a vodka gyártására és kereskedelmére. Ennek a törvénynek az volt a jelentősége, hogy ezzel egy időben szigorú gyártási előírásokat, szabványokat vezettek be. A szabványok kidolgozására tudományos bizottságot állítottak fel, melyben Mihail G. Kucserov, V. V. Verigo és más kitűnő tudósok működtek közre. Ezeknek a szabványoknak hatására a 20. század elején az orosz vodka fogyasztása a világ sok pontján elterjedt.
Oroszországban 1914-ben általános szesztilalmat vezettek be, ami 1928-ig tartott. A vodkagyártás ezzel megszűnt. A szesztilalom feloldását követően azonban a második világháború végéig is csupán jelentéktelen mennyiségű vodkát főztek, azt is döntően exportra. A háború után újra felfutott a vodkagyártás, azonban ekkor már minden lehetséges alapanyagból (burgonya, kukorica stb.) készítettek vodkát, mely gyakorlat az Európai Unióban máig is törvényes.
1992. július 7-én megszüntették a vodkakészítés állami monopóliumát, azonban alig egy év múlva ezt a rendelkezést megsemmisítve visszaállították azt. A jelentős orosz vodkamárkák mindent megtesznek, hogy termékeik az 1894-es szabványoknak megfelelően készüljenek.

## A Mengyelejev-mítosz
Egy elterjedt orosz mítosz szerint a periódusos rendszer névadó-alkotójának köszönhető a klasszikus orosz vodka receptje és 40%-os alkoholtartalma is, melyet arra alapoznak, hogy Dmitrij Ivanovics Mengyelejev az alkohol vizes oldatairól írta doktori disszertációját. Egy, a szentpétervári vodkamúzeumban is olvasható változat szerint Mengyelejev 38 fokos vodkát javasolt. A mítoszt széles körben felhasználják a vodka marketingjéhez.
A valóságban Mengyelejev disszertációja 70%-os és annál erősebb etanol–víz oldatok sűrűségével foglalkozott, és egyetlen munkája sem érinti a vodka hígítását. Nem volt tagja annak a bizottságnak sem, mely a Szergej Juljevics Vitte pénzügyminiszter által bevezetett orosz állami szeszmonopólium kapcsán 1895-ben alakult (a mítosz ezt 1894-re, a disszertáció 30. évfordulójára teszi). Az év végén valóban beszélt Mengyelejev a bizottság ülésein, de kizárólag jövedéki témában, és nem említett negyvenfokos szabványt. A 40%-os orosz vodka először egy 1698-as cári rendeletben jelent meg, majd Mengyelejev gyerekkorában, 1843-ban lett kötelező szabvány, hogy egyszerűsítsék az adózását és mert a kereskedők gyakran hígított vodkával verték át a vásárlókat.

## Fogyasztása

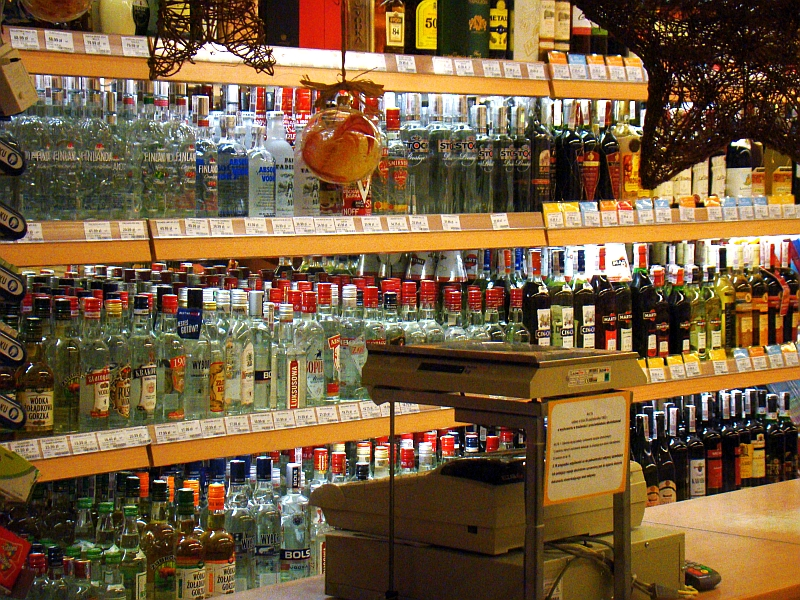
Vodkakínálat egy lengyel üzletben

A vodkát Oroszországban és Lengyelországban legtöbbször nagyobb étkezésekkor fogyasztják. Hideg- vagy melegételek, például pácolt gomba, kovászos uborka, húsgombóc, burgonyapüré, vajas rozskenyér, savanyú gyümölcsök találhatók az asztalon, és időnként megisznak melléjük egy-egy vodkát. Sokszor kevés citromot is esznek hozzá. A vodkáspoharakba körülbelül 1 dl vodkát öntöttek, ám a Szovjetunió felbomlása óta ezeket egyre inkább kiszorítja a nyugati típusú, 4 cl-es pohár. A vodkát sokszor visszatartott lélegzettel, egyszerre isszák ki a pohárból, majd esznek és isznak valamit. Oroszországban és Lengyelországban a társaság nélküli vodkaivást az alkoholizmus jelének tekintik.
Egy 1842-es lengyelországi beszámoló így ír a lengyel nemesekről: "Inni és játszani különösen szeretik. Legnevezetesb italok a pálinka (vodka) s hálát adnak az Istennek, ha pálinkájok elég van; mihelyt valaki a házukba lépik, azonnal egy pohár pálinkát visznek elébe."
A vodka hagyományos fogyasztása tisztán és szobahőmérsékleten történik, míg nyugaton általában koktélösszetevő, magában pedig inkább hűtve vagy mélyhűtve kedvelik. Az egyik legismertebb prémium vodka gyártója szerint a mélyhűtés árt a vodkának, saját italát pedig 5–7 C°-ra hűtve ajánlja. Lengyel- és Oroszországban, ahol a koktélfogyasztás kevésbé elterjedt, házon kívül sem ritka a szobahőmérsékleten felszolgált vodka.
A vodkának tömény íze van van, ezért a kóstolókat sokszor nyugaton is szobahőmérsékleten tartják.

## Európai uniós szabályozás
A szőlőből főzött vodka elmúlt évtizedbeli sikere az Egyesült Államokban arra sarkallta a Vodkaöv európai országait (Lengyelországot, Finnországot, Litvániát és Svédországot), hogy olyan európai uniós szabályozást kezdeményezzenek, mely csak a burgonyából vagy gabonából készült párlatok esetén engedélyezné a vodka név használatát. A javaslatot heves kritika érte a dél-európai országokból, ahol a borkészítésből fennmaradó jó minőségű törkölyből sokszor törkölypárlatot, rosszabb minőség esetén azonban semleges ízű szeszt főznek. A javaslat nyomán az Európai Parlament 2007. június 19-én új rendeletet hozott, mely értelmében a nem burgonyából vagy gabonából készített vodkának külön fel kell tüntetni az alapanyagait.

## Lengyel vodkák listája

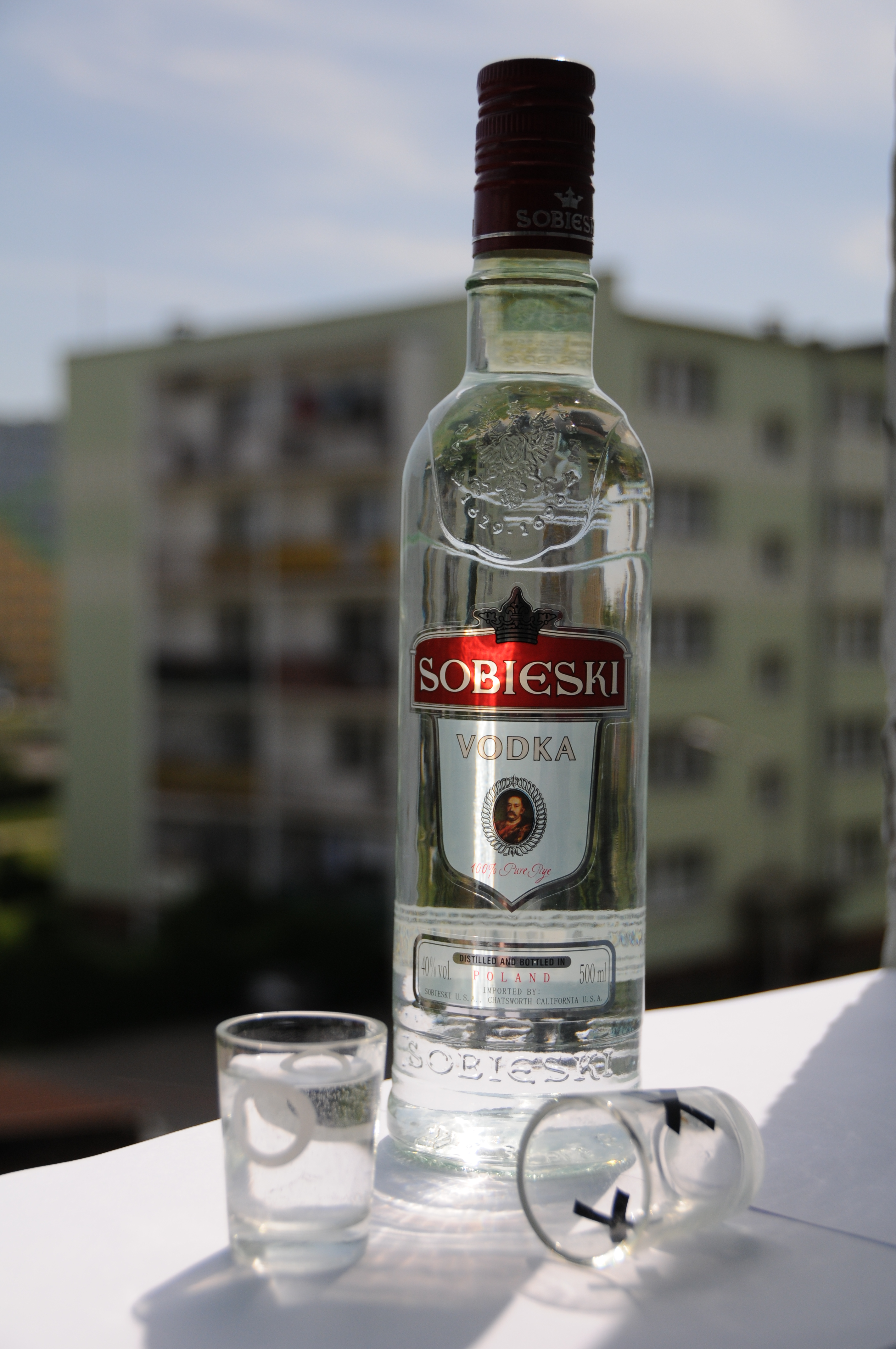
Sobieski vodka, nevét III. János lengyel királyról kapta

- Absolwent
- Belvedere
- Chopin
- Cracovia
- Cymes
- Jan III Sobieski
- Krakowska wódka
- Krakus
- Królewska
- Krupnik
- Lodowa
- Luksusowa
- Millennium
- Original
- Pan Tadeusz
- Polonaise
- Przepalanka Krakowka
- Siwucha
- Wisła
- Wyborowa
- Żołądkowa Gorzka
- Żubrówka
- Żytnia

## Orosz vodkák listája
- Russian Standard
- Old Russia Vodka
- Baltiyskaya
- Beluga vodka
- Vodka Gorbachov
- Gzhelka
- Krepkaya
- Cristall
- Kalinka
- Kristal
- Kauffman (vodka)
- Kubanskaya
- Limonnaya
- Moskovskaya
- Okhotnichya
- Permskaya
- Pertsovka
- Psenyicsnaja
- Putyinka
- Rodnik
- Russkaya
- Starka
- Stolichnaya
- Stolovaya
- Sibirskaya
- Smirnov
- Yubileynaya
- Flagman

## Ukrán vodkák listája
- Medoff
- Morosha
- Vozhak
- Prime
- Eneida
- Nalevayko
- Pertsivka
- Perlina
- Slava
- Hetman
- Mierna
- Nemiroff
- Status

## Vodkák más országokból
- 42 BELOW – Új-Zéland
- Absolut – Svédország
- Alexander-Románia
- Amundsen – Csehország
- Blavod – Nagy-Britannia
- Bols – Hollandia
- Cardinal Ultimate – Hollandia
- Cîroc – Franciaország
- Danzka vodka – Dánia
- Eristoff vodka – Grúzia
- Finlandia – Finnország
- Koskenkorva – Finnország
- Grey Goose – Franciaország
- Iceberg Vodka – Kanada
- Ketel One – Hollandia
- Level – Svédország
- Mezzaluna – Olaszország
- Nicolaus – Szlovákia
- Monopolowa – Ausztria
- Rachmaninoff – Németország
- Rain – Egyesült Államok
- Royal Vodka – Hollandia
- Skyy – Egyesült Államok
- Smirnoff – Egyesült Államok
- Teton Glacier – Montana, Egyesült Államok
- Three Olives – Anglia
- Vikingfjord – Norvégia
- Wodka Gorbatschow – Németország

## Koktélok vodka felhasználásával
- Bloody Mary
- White Russian
- Black Russian
- Green Russian
- Vodka martini (Vodkatini)
- Vodkanarancs
- Kalasnyikov
- Appletini
- Absolut Flying
- Swimming Pool
- Kamikaze
- Cosmopolitan
- Long Island
- Jutka-vodka
- Moscow mule (Smirnoff kick)
- Fény

## Fordítás
- Ez a szócikk részben vagy egészben a Vodka című angol Wikipédia-szócikk fordításán alapul.  Az eredeti cikk szerkesztőit annak laptörténete sorolja fel. Ez a jelzés csupán a megfogalmazás eredetét és a szerzői jogokat jelzi, nem szolgál a cikkben szereplő információk forrásmegjelöléseként.
- Ez a szócikk részben vagy egészben a Wodka című német Wikipédia-szócikk fordításán alapul.  Az eredeti cikk szerkesztőit annak laptörténete sorolja fel. Ez a jelzés csupán a megfogalmazás eredetét és a szerzői jogokat jelzi, nem szolgál a cikkben szereplő információk forrásmegjelöléseként.